# Asphondylia rosmarini
Asphondylia rosmarini es una especie de mosca del género Asphondylia, de la familia Cecidomyiidae, orden Diptera.

## Distribución
Se distribuye por Francia, Italia, Eslovenia, Yugoslavia y Túnez.

## Taxonomía
Fue descrita por Kieffer en 1896 y publicada en Kieffer, J. J. (1896). Diagnose de trois cecidomyies nouvelles [Dipt.]. Bull. Soc. Ent. France.